# Фрата (Терни)
Фрата је насеље у Италији у округу Терни, региону Умбрија.
Према процени из 2011. у насељу је живело 20 становника. Насеље се налази на надморској висини од 378 м.